# Jessica Learmonth
Jessica Learmonth MBE (* 18. April 1988 in Leeds) ist eine britische Triathletin. Sie ist Triathlon-Europameisterin (2017), Vizeeuropameisterin (2018) und Olympiasiegerin (2020).

## Werdegang
Jessica (Jess) Learmonth war beim City Of Leeds Swimming Club aktiv und wurde im Schwimmsport nationale Meisterin. Sie startete 2012 bei ihrem ersten Triathlon und wurde im August 2016 nationale Meisterin auf der Triathlon-Sprintdistanz.
Im Juni 2017 wurde Learmonth im österreichischen Kitzbühel Triathlon-Europameisterin auf der olympischen Distanz (1,5 km Schwimmen, 40 km Radfahren und 10 km Laufen).
Bei den Commonwealth Games 2018 in Australien wurde die damals 29-Jährige im April Zweite. Im August holte sie sich in Glasgow den Titel der Vizeeuropameisterin.
Beim Olympia-Testevent in Tokio im August 2019 lief Jessica Learmonth als Führende gemeinsam und Hand in Hand mit Georgia Taylor-Brown über die Ziellinie und die beiden wurden für eine künstlich herbeigeführte Unentschieden-Situation disqualifiziert.
Im September 2020 wurde die 32-Jährige in Hamburg Siebte bei der Weltmeisterschaft – die Rennserie der ITU war im Zuge der Coronavirus-Pandemie auf ein einziges, entscheidendes Rennen über die Sprintdistanz reduziert worden.
Jessica Learmonth startet am 6. Juni 2021 bei den ITU World Championship Series 2021 in Leeds, zusammen mit Lucy Charles-Barclay, Non Stanford, Vicky Holland, Georgia Taylor-Brown, Sophie Coldwell, Beth Potter, Olivia Mathias und Sian Rainsley.

### Olympiasiegerin 2021
Jessica Learmonth wurde nominiert für einen Startplatz bei den Olympischen Sommerspielen 2020 am 27. Juli 2021 in Tokyo – zusammen mit Georgia Taylor-Brown, Vicky Holland, Jonathan Brownlee und Alex Yee. Sie gewann im Juli 2021 mit dem britischen Team die Goldmedaille und belegte im Rennen der Frauen den neunten Rang.
Bei ihrem ersten Start auf der Triathlon-Mitteldistanz (1,9 km Schwimmen, 90 km Radfahren und 21,1 km Laufen) belegte die damals 33-Jährige im März 2022 im Ironman 70.3 Lanzarote den dritten Rang.
2023 legte sie eine Mutterschaftspause ein und kündigte einen Start beim Ironman 70.3 Kraichgau im Mai 2024 an – wo sie den zweiten Rang belegte.

## Auszeichnungen
- 2018: ETU Athletin des Jahres
- 2022: Member des Order of the British Empire[6]

## Sportliche Erfolge
| Datum/Jahr    | Rang | Wettbewerb                                           | Austragungsort | Zeit     | Bemerkung                                                                          |
| ------------- | ---- | ---------------------------------------------------- | -------------- | -------- | ---------------------------------------------------------------------------------- |
| 5. Nov. 2021  | 4    | ITU World Championship Series 2021                   | Abu Dhabi      | 00:56:27 | hinter Flora Duffy                                                                 |
| 5. Sep. 2021  | 1    | Super League London                                  | London         |          |                                                                                    |
| 31. Juli 2021 | 1    | Olympische Sommerspiele 2020, Mixed Relay            | Tokio          | 01:23:41 | in der gemischten Staffel mit Georgia Taylor-Brown, Jonathan Brownlee und Alex Yee |
| 27. Juli 2021 | 9    | Olympische Sommerspiele 2020                         | Tokio          | 01:58:28 |                                                                                    |
| 13. Sep. 2020 | 4    | ITU Triathlon World Cup                              | Karlsbad       | 02:07:50 | hinter Flora Duffy                                                                 |
| 5. Sep. 2020  | 7    | ITU World Championship Series 2020                   | Hamburg        | 00:55:18 | Weltmeisterschaft                                                                  |
| 15. Aug. 2019 | DSQ  | ITU World Triathlon Olympic Qualification Event      | Tokyo          | –        |                                                                                    |
| 9. Juni 2019  | 3    | ITU World Championship Series 2019                   | Leeds          | 01:57:22 |                                                                                    |
| 8. März 2019  | 3    | ITU World Championship Series 2019                   | Abu Dhabi      | 00:56:06 | erstes Rennen der Saison                                                           |
| 9. Aug. 2018  | 2    | ETU Triathlon European Championships                 | Glasgow        | 01:59:46 | Vizeeuropameisterin                                                                |
| 10. Juni 2018 | 3    | GBR Triathlon National Championships                 | Leeds          | 01:57:55 | als Achte im Rennen der ITU World Championship Series 2018                         |
| 5. Apr. 2018  | 2    | Commonwealth Games 2018                              | Gold Coast     | 00:57:33 | Zweite hinter Flora Duffy                                                          |
| 2. März 2018  | 2    | ITU World Championship Series 2018                   | Abu Dhabi      | 01:00:57 | erstes Rennen der WM-Serie in der Saison                                           |
| 26. Aug. 2017 | 2    | ITU World Championship Series 2017                   | Stockholm      | 02:01:30 |                                                                                    |
| 18. Juni 2017 | 1    | ETU Triathlon European Championships                 | Kitzbühel      | 01:57:50 | Europameisterin auf der olympischen Kurzdistanz                                    |
| 26. März 2017 | 1    | ETU Triathlon European Cup                           | Gran Canaria   | 02:01:29 |                                                                                    |
| 14. Aug. 2016 | 1    | GBR Sprint Distance Triathlon National Championships | Liverpool      | 01:01:44 | Nationale Meisterin                                                                |
| 6. Aug. 2016  | 2    | London Triathlon                                     | London         |          |                                                                                    |
| 26. Juni 2016 | 2    | ETU Sprint Distance Triathlon European Championships | Châteauroux    |          | Vizeeuropameisterin auf der Sprintdistanz; hinter Lucy Hall                        |
| 26. Juli 2015 | 3    | GBR Sprint Distance Triathlon National Championships | Liverpool      | 01:03:06 | Nationale Meisterschaft                                                            |

| Datum/Jahr    | Rang | Wettbewerb             | Austragungsort | Zeit     | Bemerkung                                        |
| ------------- | ---- | ---------------------- | -------------- | -------- | ------------------------------------------------ |
| 9. Aug. 2025  | 6    | T100 London            | London         | 03:42:25 | 2 km Schwimmen, 80 km Radfahren und 18 km Laufen |
| 5. Apr. 2025  | 13   | T100 Singapur          | Singapur       | 04:11:51 |                                                  |
| 26. Mai 2024  | 2    | Ironman 70.3 Kraichgau | Kraichgau      | 04:19:28 |                                                  |
| 19. März 2022 | 3    | Ironman 70.3 Lanzarote | Lanzarote      | 04:23:44 | erster Start auf der Mitteldistanz               |

(DNF – Did Not Finish; DSQ – Disqualifiziert)